# Curtonotum campsiphallum
Curtonotum campsiphallum är en tvåvingeart som beskrevs av Tsacas 1977. Curtonotum campsiphallum ingår i släktet Curtonotum och familjen Curtonotidae.
Artens utbredningsområde är Kongo. Inga underarter finns listade i Catalogue of Life.